# Mitryaevaite
La mitryaevaite è un minerale.

## Etimologia
Il nome è in onore della mineralogista russa Nonna Mikhailovna Mitryaeva (1920- ), dottoressa in geologia presso il Satpaev Institute of Geological Science di Almaty, in Kazakistan.